# Begonia oellgaardii
Begonia oellgaardii é uma espécie de Begonia, nativa do Equador.